# Louis Corman
Louis Corman (1901-1995) fue un médico psiquiatra francés. Es el creador de la morfopsicología, disciplina pseudocientífica que estudia la correlación en los rasgos faciales y los rasgos de carácter. Creó el test Pata Negra y promovió el test del Dibujo de la familia para la comprensión de la psicología de los niños.

## Biografía
Nació en Roubaix (norte de Francia) en 1901. Estudió medicina en la Universidad de la Sorbona de París. Fue nombrado médico jefe del departamento de psiquiatría para adultos en el hospital Saint-Louis de París. A finales de los años 1930, fue a trabajar en el hospital Saint-Jacques de Nantes donde fundó el departamento de psiquiatría infantil que dirigió de 1934 hasta 1968.
Estudiando a los niños con dificultades de comunicación, postuló relaciones entre los rasgos físicos de la cara y los rasgos psicológicos. En 1937, al publicar su primer libro sobre el tema, Quinze leçons de morphopsychologie (Quince lecciones de morfopsicología) elaboró el concepto de morfopsicología. Louis Corman estableció una tipología específica y describió tipologías anteriores o contemporáneas, como la de la caracterología. Autor de muchos libros, publicó en 1985 su obra más completa sobre la morfopsicología: Rostros y Caracteres.
Fundó en 1980 la Société Française de Morphopsychologie (SFM) para la divulgación y la enseñanza de la morfopsicología, con el código deontológico «No juzgar sino comprender». Louis Corman murió en Nantes el 13 de abril de 1995 a los 94 años.

## Publicaciones
- Rostros y Caracteres, Guid Publicaciones, 2013[8]
- Test de Pata negra, Tea Ediciones, 2009
- El juego del dibujo y la palabra : test de potencial de aprendizaje para la lectura : adaptación experimental para la población española del test PWG: Picture Word Game, de Budoff y Corman (1974), Editorial M.D. Calera 1996
- Test PN : manual tercero: la regla de investimento, Editorial Herder, 1992
- Test PN: El complejo de Edipo, Editorial Herder, 1980
- El conocimiento de los niños por la morfopsicologia, Editorial Planeta, 1980
- Psicopatología de la rivalidad fraternal, Editorial Herder, 1980
- Test PN. Manual Primero, Editorial Herder, 1979
- La interpretación dinámica en psicología, Editorial Herder, 1977
- Narcisismo y frustración de amor, Editorial Herder, 1977
- Examen psicológico del niño, Editorial Herder, 1975
- El test del dibujo de la familia en la práctica médico-pedagógica, Editorial Kapelusz, 1967
- La educación en la confianza, Editorial Aguilar, 1965
- Visages et Caractères. Études de physiognomonie, P., Plon, 1932 (con la colaboración de Gervais Rousseau, M. Beaux & A. Protopazzi); reeditado en 1948
- Constitution physique des paralytiques généraux contenant un Essai sur les Tempéraments, G. Boin, [1932]
- Études d'orientation professionnelle, 1932
- Quinze leçons de morphopsychologie, 1937 (obra que funda la morfopsicología)
- L'éducation dans la confiance. Avec vingt portraits par A. Protopazzi, P., Stock, 1947
- Le test du dessin de famille, P., PUF, 1964 (PUF: Prensa Universitaria de Francia)
- Le test du gribouillis, P., PUF, 1966
- Psycho-pathologie de la rivalité fraternelle, Dessart, 1970
- Le Test Patte Noire, P., PUF, 1972
- Tome 1 : Manuel (reeditado en 1999)
- Tome 2 : Le complexe d'Œdipe
- Tome 3 : La règle d'investissement
- L'éducation éclairée par la psychanalyse, Dessart, 1973
- L'interprétation dynamique en psychologie, P., PUF, 1974
- Narcissisme et frustration d'amour, Dessart&Mardaga, 1975
- Connaissance des enfants par la morphopsychologie, PUF, 1975 (reedición 1992)
- Le diagnostic de l'intelligence par la morphopsychologie, PUF, 1975
- Nouveau manuel de morphopsychologie, P., Stock-Plus, 1977
- Types morphopsychologiques en littérature, P., PUF, 1978
- Nietzsche psychologue des profondeurs, P., PUF, 1982
- Le test du dessin de famille, Presses Universitaires de France, 1982
- Visages et caractères, P., PUF, 1985 ; reeditado en 1987, 1991, 1999, 2001
- Les expressions du visage, Grancher, 1991
- Caractérologie et morphopsychologie, P., PUF, 1994
- La Bisexualité créatrice, Grancher, 1994